# 遠い街から
『遠い街から』（とおいまちから）は、MULTI MAXの楽曲。4枚目のシングルとして、1992年5月1日に発売された。発売元は東芝EMI / EASTWORLD。

## 解説
シングルとしては「LOVE」からおよひ半年ぶりとなる作品で、アルバム『Human』の先行シングルとしてリリースされた。
本作からバンドの名称が『CHAGE'S SUPER BAND MULTI MAX』から『CHAGE PRESENTS MULTI MAX』に変更された。
シングルでは本作から表題曲のオリジナル・カラオケ音源が収録されるようになる。

## 収録曲
| 全作曲・編曲: 村上啓介。 |                                       |           |            |      |
| #                        | タイトル                              | 作詞      | 作曲・編曲 | 時間 |
| 1.                       | 「遠い街から」                        | CHAGE     | 村上啓介   | 5:26 |
| 2.                       | 「TIME IS FLYING」                    | 陣内大蔵  | 村上啓介   | 4:28 |
| 3.                       | 「遠い街から (オリジナル・カラオケ)」 |           | 村上啓介   | 5:25 |
| 合計時間:                | 合計時間:                             | 合計時間: | 15:19      |      |

## 楽曲解説
1. 遠い街から
シングルの表題曲で初めて村上が作曲を担当した楽曲。
アルバム『Human』に収録されたものはイントロが長くなっているなどシングル・バージョンとは異なっている。シングル・バージョンはベストアルバム『MAX TOOL VOL.1』にて初めてアルバムに収録された。
後の2008年に発売されたCHAGEのソロ名義によるアルバム『YOU'RE THE ONE』にてセルフカバー。
2. TIME IS FLYING
村上がボーカルを担当している。
アルバム『Human』にも収録されているが、エンディングに新たなパートが追加されているなどアルバム・バージョンとなっている。
シングル・バージョンは現在もアルバム未収録。

## 収録アルバム
- Human (#1, #2, 両曲ともアルバムバージョン)
- MAX TOOL VOL.1 (#1)
- YOU'RE THE ONE (#1, セルフカバー)